# Асаналиев, Максат Кубатович
Асаналиев Максат Кубатович (кирг. Асанаалы уулу Максат Кубатович; род. 24 марта 1978, Кара-Коо, Иссык-Кульская область) — киргизский государственный деятель, генеральный прокурор Кыргызской Республики, Генерал-майор юстиции.

## Биография
Родился 24 марта 1974 года в селе Кара-Коо Иссык-Кульской области. В 2000 году в возрасте 26 лет окончил юридический факультет Кыргызского Национального Университета.
В 2001 году стал следователем Следственного управления ГКНБ КР, где проработал до 2003 года.
С 2003 года по 2004 старший следователь УГКНБ КР по Иссык-Кульской области.
С 2004 года по 2010 годы старший следователь по особо важным делам Следственного управления ГКНБ.
В 2010 году перешёл из спецслужбы ГКНБ в надзорный орган Генпрокуратуры КР как следователь по важным делам.
С 2011 года по 2015 год был повышен как Старший следователь по особо важным делам Следственного управления Генеральной Прокуратуры Кыргызской Республики.
С 2015 года по 2018 год Руководитель отдела Управления внутренних расследований Генпрокуратуры.
С 2018 года по 2019 работал прокурором Первомайского района города Бишкек.
2019—2021 Старший прокурор одного из управлений Генпрокуратуры КР.
С начала 2022 года по май 2022 года начальник отдела Генпрокуратуры — заместитель начальника управления.
С мая 2022 года прокурор Ошской области Кыргызской Республики.
В июне 2024 года назначен на пост генерального прокурора Кыргызской Республики. В июле 2024 года, Максат организовал заседание генеральных прокуроров стран ШОС в Бишкеке в честь 100-летия Кыргызской Прокуратуры.